# .ki
.ki es el dominio de nivel superior geográfico (ccTLD) para Kiribati.